# Kim Hee-Jong
Kim Hee-Jong es una deportista surcoreana que compitió en judo. Ganó una medalla de bronce en el Campeonato Asiático de Judo de 1996, en la categoría de –52 kg.

## Palmarés internacional
| Campeonato Asiático | Campeonato Asiático          | Campeonato Asiático | Campeonato Asiático |
| Año                 | Lugar                        | Medalla             | Categoría           |
| ------------------- | ---------------------------- | ------------------- | ------------------- |
| 1996                | Ciudad Ho Chi Minh (Vietnam) | Medalla de bronce   | –52 kg              |